# ماميثا كبيرة الأزهار
المَامِيثَا كبيرة الأزهار نوع نباتي يتبع جنس الماميثا من الفصيلة الخشخاشية.

## البيئة والانتشار
موطنها مناطق بلاد الشام ومصر وتركيا والقوقاز.

## مرادفات للاسم العلمي
- (باللاتينية: Glaucium judaicum Bornm.)